# Heteroscleromorpha
Els heteroscleromorfs (Heteroscleromorpha) són una subclasse d'esponges de la classe de les demosponges.

## Ordres
- Agelasida Verrill, 1907
- Axinellida Lévi, 1953
- Biemnida Morrow et al., 2013
- Bubarida Morrow & Cárdenas, 2015
- Clionaida Morrow & Cárdenas, 2015
- Desmacellida Morrow & Cárdenas, 2015
- Haplosclerida Topsent, 1928
- Merliida Vacelet, 1979
- Poecilosclerida Topsent, 1928
- Polymastiida Morrow & Cárdenas, 2015
- Scopalinida Morrow & Cárdenas, 2015
- Sphaerocladina Schrammen, 1924
- Spongillida Manconi & Pronzato, 2002
- Suberitida Chombard & Boury-Esnault, 1999
- Tethyida Morrow & Cárdenas, 2015
- Tetractinellida Marshall, 1876
- Trachycladida Morrow & Cárdenas, 2015
- Heteroscleromorpha incertae sedis